# Carlos Mané
Carlos Manuel Cardoso Mané (Lissabon, 11 maart 1994) is een Portugees voetballer die bij voorkeur als vleugelspeler speelt. Hij stroomde in 2013 door vanuit de jeugd van Sporting CP.

## Clubcarrière
Mané werd op achtste opgenomen in de jeugd van Sporting CP. Hij debuteerde op 9 december 2012 in Sporting B, in de Segunda Liga tegen CD Aves. Hij maakte op 9 januari 2013 zijn eerste profdoelpunt, voor Sporting B tegen CF Os Belenenses. Mané debuteerde op 5 oktober 2013 in het eerste elftal, in een competitiewedstrijd tegen Vitória Setúbal. Hij viel na 83 minuten in voor Wilson Eduardo. Sporting won de wedstrijd in het eigen Estádio José Alvalade met 4-0.
In januari 2016 probeerden RSC Anderlecht en Hamburger SV zich op huurbasis te versterken met Mané, maar geen enkele club slaagde erin om de Portugees binnen te halen. Op 31 augustus 2016 werd Mané wel voor twee jaar verhuurd VfB Stuttgart, dat daarbij een optie tot koop bedong. In zijn eerste officiële wedstrijd voor de club scoorde hij meteen twee keer in de 4-0-zege tegen SpVgg Greuther Fürth. In zijn eerste seizoen bij Stuttgart was hij goed voor zes goals en negen assists in de 2.Bundesliga, waardoor hij een aardig steentje bijdroeg aan de promotie naar de Bundesliga. Het volledige seizoen 2017/18 ging echter in rook op vanwege blessureleed.
Mané begon het seizoen 2018/19 bij Sporting Lissabon, maar Union Berlin haalde hem in januari 2019 op huurbasis terug naar Duitsland. In acht wedstrijden in de 2.Bundesliga scoorde hij geen enkele goal en was hij goed voor slechts één assist. Op het einde van het seizoen verkocht Sporting CP hem op definitieve basis aan Rio Ave FC.

## Statistieken
| Seizoen | Club              | Land               | Competitie    | Competitie | Competitie | Beker | Beker | Internationaal | Internationaal | Totaal | Totaal |
| Seizoen | Club              | Land               | Competitie    | Wed.       | Dlp.       | Wed.  | Dlp.  | Wed.           | Dlp.           | Wed.   | Dlp.   |
| ------- | ----------------- | ------------------ | ------------- | ---------- | ---------- | ----- | ----- | -------------- | -------------- | ------ | ------ |
| 2013/14 | Sporting Lissabon | Vlag van Portugal  | Primeira Liga | 18         | 2          | 3     | 2     | —              | —              | 21     | 4      |
| 2014/15 | Sporting Lissabon | Vlag van Portugal  | Primeira Liga | 29         | 6          | 6     | 2     | 6              | 1              | 41     | 9      |
| 2015/16 | Sporting Lissabon | Vlag van Portugal  | Primeira Liga | 11         | 1          | 3     | 0     | 8              | 0              | 22     | 1      |
| 2016/17 | Sporting Lissabon | Vlag van Portugal  | Primeira Liga | 2          | 0          | 0     | 0     | 0              | 0              | 2      | 0      |
| 2016/17 | → VfB Stuttgart   | Vlag van Duitsland | 2. Bundesliga | 19         | 6          | 1     | 0     | —              | —              | 20     | 6      |
| 2017/18 | → VfB Stuttgart   | Vlag van Duitsland | Bundesliga    | 0          | 0          | 0     | 0     | —              | —              | 0      | 0      |
| 2018/19 | Sporting Lissabon | Vlag van Portugal  | Primeira Liga | 2          | 0          | 2     | 0     | 3              | 0              | 7      | 0      |
| 2018/19 | → Union Berlin    | Vlag van Duitsland | 2. Bundesliga | 8          | 0          | 0     | 0     | —              | —              | 8      | 0      |
| 2019/20 | Rio Ave           | Vlag van Portugal  | Primeira Liga | 31         | 1          | 7     | 0     | —              | —              | 38     | 1      |
| 2020/21 | Rio Ave           | Vlag van Portugal  | Primeira Liga | 34         | 6          | 3     | 0     | 3              | 0              | 40     | 6      |
| 2021/22 | Rio Ave           | Vlag van Portugal  | Primeira Liga | 0          | 0          | 2     | 0     | —              | —              | 2      | 0      |
| 2021/22 | Kayserispor       | Vlag van Turkije   | Süper Lig     | 29         | 2          | 6     | 0     | —              | —              | 35     | 2      |
| 2022/23 | Kayserispor       | Vlag van Turkije   | Süper Lig     | 25         | 4          | 5     | 0     | —              | —              | 29     | 4      |
| 2023/24 | Kayserispor       | Vlag van Turkije   | Süper Lig     | 25         | 5          | 2     | 0     | —              | —              | 27     | 5      |
| TOTAAL  | TOTAAL            | TOTAAL             | TOTAAL        | 130        | 17         | 23    | 4     | 20             | 1              | 175    | 22     |

Bijgewerkt tot en met het seizoen 2023/24.

## Interlandcarrière
Mané kwam uit voor meerdere Portugese nationale jeugdelftallen. Hij debuteerde in 2013 in Portugal -19.
1 Piri ·
3 Attamah ·
4 Kolovetsios  ·
5 Hosseini ·
6 Karimi ·
7 Cardoso ·
8 Yılmaz ·
9 Nazon ·
10 Bourabia ·
11 Sazdağı ·
13 Bahoken ·
16 Özbek ·
17 Jeanvier ·
19 Uzodimma ·
20 Mané ·
23 Carole ·
25 Bayazıt ·
26 Gezek ·
28 Civelek ·
33 Kaldırım ·
35 Özgan ·
39 Öztürk ·
54 Kocaman ·
70 Boa Morte ·
77 Korkmaz ·
79 Ackah ·
99 Sarıarslan ·
Coach:  Kaloğlu
1 Varela ·
2 Esgaio  a ·
3 Ilori ·
4 Figueiredo ·
5 Ié ·
6 Podstawski ·
7 Martins ·
8 Oliveira ·
9 Paciência ·
10 Fernandes  b ·
11 Agra ·
12 Pereira ·
13 Pité ·
14 Paulo Henrique ·
15 Fonseca ·
16 Ramos ·
17 Mané ·
18 Tiago Silva ·
Coach: Jorge